# Un gatto da un milione di dollari
Un gatto da un milione di dollari (The Million Dollar Cat) è un film del 1944 diretto da William Hanna e Joseph Barbera. È il quattordicesimo cortometraggio animato della serie Tom & Jerry, prodotto dalla Metro-Goldwyn-Mayer e uscito negli Stati Uniti il 6 maggio 1944. Il corto venne rieditato nel 1951.

## Trama
Mentre Tom sta tormentando Jerry, arriva un telegramma che lo informa di un'eredità di un milione di dollari che gli viene lasciata da un'eccentrica zia della sua padrona. Il telegramma rende felice anche Jerry, poiché i benefici cesseranno se Tom farà del male a qualsiasi essere vivente, persino un topo. Il giorno successivo Tom si trasferisce al n° 1 di Park Avenue, ma Jerry decide di sfruttare la regola imposta dall'eredità, e si trasferisce al n° 1/2 della stessa strada. Durante tutto il giorno, e anche la mattina seguente, Jerry infastidisce continuamente Tom approfittando della sua libertà, e questo nonostante il gatto cerchi in tutti i modi di liberarsi del topo. Quando arriva la colazione, Jerry si mangia tutto e si prende gioco di Tom schizzandogli negli occhi del limone e lanciandogli il burro in faccia, usando il telegramma come scudo. Tom però avendone abbastanza non si trattiene più, strappa il telegramma decidendo di fregarsene non avendone più timore facendo ingoiare all'odioso topastro la clausola che usava ogni volta per tormentarlo fatto ciò malmena Jerry con tutto ciò che trova, fermandosi solo un attimo per riflettere sul fatto che, benché stia buttando all'aria un milione di dollari, sia felice.

## Edizioni home video

### DVD
Il corto è uno dei pochi a non essere stato incluso nella raccolta in 12 DVD Tom & Jerry Classic Collection. È invece presente nel volume 2 della serie Tom & Jerry: Le grandi sfide e nel DVD Tom e Jerry: Viaggio intorno al mondo.